# Ego (ザ・サタデイズの曲)
『Ego』は、イギリスとアイルランドのガールズグループザ・サタデイズのセカンドスタジオアルバム「Wordshaker」からの曲である。2010年1月4日にアルバムの2枚目で最後のシングルとしてリリースされ、後に彼らのEPヘッドラインに収録された。（2010）。強力なエレクトロポップソングでスティーブ・マックが作曲し、以前バンドのシングルに携わったイナ・ヴロルドセンとリース・バーカーが共作した。この曲はスティーブ・マックがプロデュースし、2009年11月25日にラジオ局にリリースされた。
2010年1月3日にファシネーション・アンド・ポリドール・レコードから「Wordshaker」のセカンド・シングルとしてリリースされ、スティーブ・マックが作曲・プロデュースした「Flashback」というタイトルのB面が添えられた。サタデイズは再びイナ・ウォルドセンとリース・バーカーとコラボレーションし、この曲は顕著なエレクトロポップ、ダンスポップ、シンセポップのジャンルの特徴を持っている。その歌詞は、大きなエゴを持つ誰かとの以前の関係に言及している。
「Ego」に付随するミュージックビデオは、マイク・シンプソンとロビン・ヴァン・カルカーが監督し、2009年11月17日にYouTubeで初公開された。ビデオでは、スーパーヒーローの衣装を着たザ・サタデイズがパパラッチグループのメンバーにインタビューしようとしている多くの会議を特集している。「Ego」は、ヘッドラインズツアーのセットリストの一部としてザ・サタデイズによって演奏されツアー。バンドはダンシング・オン・アイス、GMTV、ブルー・ピーターにも出演した。

## 背景
ヒットカーターズとのインタビューで、スティーブは、イナ・ウォルドセン、リーズ・ベーカーが一緒にトラックを作成した方法を説明した。
「私たちは音を探していて、詩の中にあり、ずっと運ぶ基本的なフックの音を見つけた。私はそれに合わせて演奏し始め、それからイナも一緒に歌い始め、その上に歌が書かれた。ドラムは置かなかった。一緒に曲を書き終えると、イナはキーボードサウンドの上にガイドボーカルを置き、その後去り、私とリースに残りを任せた。だから、それは本当にその音から作られた。それはユーリズミックスのような音である。」
マックはまた、プロデューサーのレッドワンのレディー・ガガとの仕事の影響を認め、「ガガがいなければ、レッドがしたこと、彼がアメリカのラジオをどのように変えたか、何が受け入れられるか、そしてダンスがどこにあるのか、私たちが今いる場所にいないことは間違いない。」「エゴ」は、Bm-G-D-Bm-Gのコード進行に従う。
2009年10月12日、「Ego」はBBCラジオ1で、ザ・サタデイズの7枚目の公式シングルとして発表され、同じ日にリリースされた2枚目のスタジオアルバム「Wordshaker」からリリースされる2枚目で最後の公式シングルである。バンドはシングルのB面のために新しい曲を録音し、後に「Flashback」と題された。これは10月19日に録音され、同日にシングルのリリース日が12月14日であることが発表された。しかし、11月17日、「Ego」の物理的なリリース日が延期され、2010年1月4日にリリースされることが確認された。バンドは「Ego」を2枚目のスタジオアルバムの最後のシングルにすることを決定した。ロシェル・ワイズマンは、アルバムの曲に疑問を呈する人々がいたため、「新しいアルバムをリリースしたいので、アルバムからこれ以上シングルをリリースしない」と言ってアルバムを支持した。

## クリティカルな受信
FemaleFirstのCarla Pearceは、このシングルが「感染性のある合成リフとドキドキするビートを組み合わせて、間違いなく別の大ヒットとなるトラックの暴動を生み出している」と述べ、Digital SpyのNick Levineは、コーラスを「十分にキャッチー」と表現し、この曲の3/5の星を授与した。UpdateTheBeatは、「Ego」は「女性のエンパワーメント」であり、ナンバーワンのシングルになる可能性があると述べました！彼らは続けて、「重いビートが最初にあなたを襲うものです。女の子たちが「あなたは自分のエゴで座る必要があります！」と唱えながら、最初にあなたを襲います。もし私がこの曲を一言で表現するなら、それは自信を持たなければならないでしょう。自信。自信-ああ、それは3つだった...」彼らはまた、少女たちは「明らかに成熟し」、より「歌にもっと深く入りたがる」ようになったと言い続けました。彼はいつも、ヴァネッサが彼女の力強いボーカルで歌を盗んだと言いました。そして最後に、「Ego」は間違いなくアルバムの傑出したトラックであると述べた。 DirrtyRemixes.comは、このシングルは「素晴らしい」と「再生をやめられない！」と述べています。彼らはまた、B面について意見を述べ、この曲は最高の曲ではないが、良い可能性を秘めていると述べた。しかし、「Ego」の品質は素晴らしいと。

## チャートのパフォーマンス
バンドのアルバム「Wordshaker」のリリース後、「Ego」は、この曲がシングルとして発表されるまで、傑出したトラックとして知られ、UKシングルチャートでトップ100にランクインした。この曲がシングルとして発表されたとき、シングルはチャートを上り始めた。この曲は、シングルのミュージックビデオがリリースされた後、11月に英国のトップ40シングルに最初にチャートインし、その後2010年初頭にシングルがリリースされるとこの曲はトップ10にランクインし、9位にランクイン。このシングルは英国でシルバーの認定を受け、現在までに「Up」と「What About Us」に次いで34万枚を売り上げたザ・サタデイズで3番目に売れたシングルである。1月の第2週、「Ego」はアイルランドのシングル・チャートで10位にランクインし、同国で3度目のトップ10ヒットとなった。「Ego」はスコットランドのシングルチャートにもチャートインし、8位にランクインしたが1週間後には11位に落ちた。

## ミュージックビデオ

### 背景
「Ego」のミュージックビデオは2009年10月23日にイギリスで撮影され、ミュージックビデオの最終編集は2009年11月17日にリリースされた。ミュージックビデオはマイク・シンプソンとロビン・ヴァン・カルカーが監督し、ミセスグレイプロダクションがプロデュースした。バンドはスーパーヒーローをテーマにしており、ビデオ全体を通してバンドはスーパーヒーローの格好をしていた。デヴィッド・レイトンがミュージックビデオの振り付けをすべて担当した。バンドは演奏している場面のほか、家の中や記者会見の場面にも登場する。ミュージックビデオは1985年という設定であり、漫画『ウォッチメン』と比較されている。ミュージックビデオの主役である男性は、『Make Me a Supermodel』に出演実績のあるモデルのワイズ・アーシャーが演じた。ミュージックビデオは、アルバムに収録されているバージョンを前提としている。

### 概要
ビデオが始まると、ヴァネッサは、ザ・サタデイズと男性で構成されたスーパーヒーローチームと思われるものに向かって歌っているのが見られる。ヴァネッサはアパートの窓から外を見て、男性を中心とした記者会見を見る。次いで場面は、ザ・サタデイズと男性の古いポスターの上に、男性が単独で写っているポスターが貼られている路地に切り替わる。ウナはその前に現れるとこのポスターを引き裂き、超能力で火をつける。このことから、男がザ・サタデイズを裏切り、彼女たちが報復をもくろんでいることが示される。ウナの超能力により、記者会見の場にいた物の男にも熱が伝わる。また、フパパラッチに紛れ込んだフランキーはスーパーパワーを使ってカメラのフラッシュを増幅し、男を眩惑させる。2番目のコーラスが始まると、ヴァネッサは念動力で離れたところから、男を引っ張ったり押したりする。男はヴァネッサから車で逃げようとするが、ロシェルによって車を止められてしまう。車を降りた男は路地を走るが、今度は建物の頂上から飛び降りてきたモリーによってふきとばされてしまう。ミュージックビデオは、ザ・サタデイズが人けのない道を静かに歩き、男が女の子から哀れに後ろ向きに這うことで締めくくられる。

### レセプション
「dirrtyinc.com」のリックフィードは、ミュージックビデオに失望し、これほど退屈になるとは思っていなかった。「この曲はかなりアップテンポでパンチが詰まっているので、ダンスシーケンスを期待していたように、まったく退屈だ。マーケティングチームがなぜこのようなひどい実行でこの曲を損なうのか理解できない。」 ヴァネッサ・ホワイトは「これまで私たちが行ったすべてのこととはまったく異なり、適切な演技がたくさんある。」と「デジタル・スパイ」へコメントしている。

## 宣伝

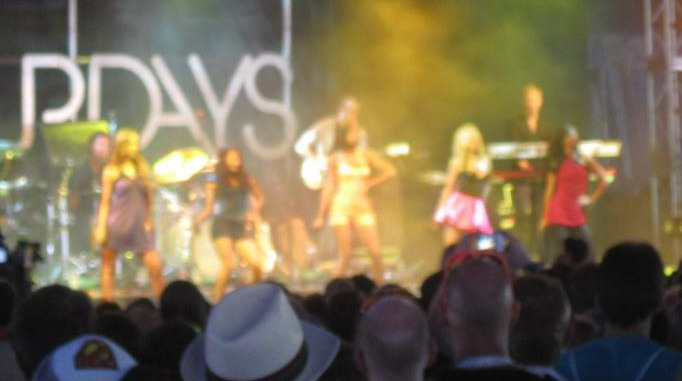
The Saturdays performing Ego at V Festival

ザ・サタデイズはアルバムの発売パーティーで初めてこのシングルを宣伝した。彼らは後にBBC Switch Liveに出演し、新しいシングルを宣伝し、曲のダウンロードを多く獲得した。クリスマスの直前に、バンドはブルーピーターに出演し、プロモーションのために曲を演奏した。彼らは深夜のトークショー「Alan Carr: Chatty Man」に出演し、Dancing on Iceで数千人の前で演奏しました。彼らはその後、GMTVに出演し、ひねりを加えた「Ego」を演奏し、クリスマスに向けてバンドはクリスマスのひねりを加えた。そして、彼らはアント&デックのクリスマスショーでこの曲を演奏した。

## トラックリスト
CDシングル
(2010年1月4日発売)
1. "Ego" (Single Mix) — 3:10
2. "Flashback" — 3:15

iTunes ダウンロードバンドル
(2010年1月3日発売)
1. "Ego" (Single Mix) — 3:10
2. "Ego" (Almighty Club Mix) — 6:59
3. "Ego" (Jason Nevins Club Mix) - 6:10
4. "Ego" (Almighty Radio Edit) - 4:16

改良版
1. "Ego" (Single Mix) - 3:10
2. "Flashback" — 3:15
3. "Ego" (Almighty Radio Edit) - 4:16
4. "Ego" (Jason Nevins Radio Edit) - 2:43
5. "Ego" (Almighty Club Mix) - 6:59
6. "Ego" (Jason Nevins Club Mix) - 6:09

## チャート
| チャート(2010)                           | 最高順位 |
| ---------------------------------------- | -------- |
| アイルランド (IRMA)                      | 10       |
| スコットランド (Official Charts Company) | 8        |
| UK シングルス (OCC)                      | 9        |

## 認定
| 国/地域                          | 認定     | 認定/売上数 |
| -------------------------------- | -------- | ----------- |
| イギリス (BPI)                   | Platinum | 600,000     |
| 認定のみに基づく売上数と再生回数 |          |             |